# 1927 LA
1927 LA est un astéroïde perdu de la ceinture principale extérieure. La réalité de son existence est cependant contestée.

## Nom et numérotation
L'astéroïde 1927 LA est l'astéroïde le plus ancien à ne pas avoir été numéroté et sans nom[réf. souhaitée], il n'a été observé que 3 ou 4 fois (suivant les sources).

## Caractéristiques
Il a une magnitude absolue de 11,0.